# 대마젤란 은하
대마젤란 은하(영어: Large Magellanic Cloud, LMC)는 근처의 은하로, 우리 은하의 위성 은하이다. 50 킬로파섹(16만 3,000 광년)의 거리에 있는 LMC는 궁수자리 왜소타원은하(~ 16 킬로파섹), 추정 상의 큰개자리 왜소은하(은하의 형태에 관해 논쟁 중에 있으나, ~ 12.9 킬로파섹) 다음, 즉 우리 은하로부터 세 번째로 가까운 은하이다. LMC의 직경은 약 14,000 광년(~ 4.3 kpc)이며, 질량은 우리 은하의 약 1/100배인 100억 태양 질량(1010 M☉)이다. LMC는 국부 은하군에서 네 번째로 큰 은하로, 안드로메다 은하(M31), 우리 은하, 삼각형자리 은하(M33) 다음에 해당한다.
과거에 LMC는 주로 불규칙 은하로 간주되어 왔으나, 현재는 파괴된 막대나선은하로 여겨지고 있다. 그렇지만, NASA 외부 은하 데이터베이스에서는 LMC를 허블 순차에서 Irr/SB(s)m형으로, 여전히 불규칙 형태를 병기하여 수록하고 있다. 실제로 LMC는 중심에 매우 뚜렷한 막대를 가지고 있는데, 이는 은하가 우리 은하의 중력에 의해 나선팔이 파괴되기 이전에 전형적인 막대나선은하였음을 암시하고 있다. LMC의 불규칙적인 외양은 우리 은하와 소마젤란은하(SMC) 둘과의 조석 상호 작용의 결과로 여겨진다.
대마젤란 은하는 남반구의 밤하늘에서 황새치자리와 테이블산자리 사이에 넓게 위치하고 있는 희미한 "구름"의 형태로 보인다. 은하는 지구에서 보름달의 약 20배에 해당하는 폭으로 관찰된다.

## 초신성
- 2025년 3월 2일에 +14.3 등급의 초신성인 SN 2025ggn이 폭발하였다.[10]
- 1987년 2월 24일에 +2.9 등급의 초신성인 SN 1987A가 폭발하였다.

## 역사

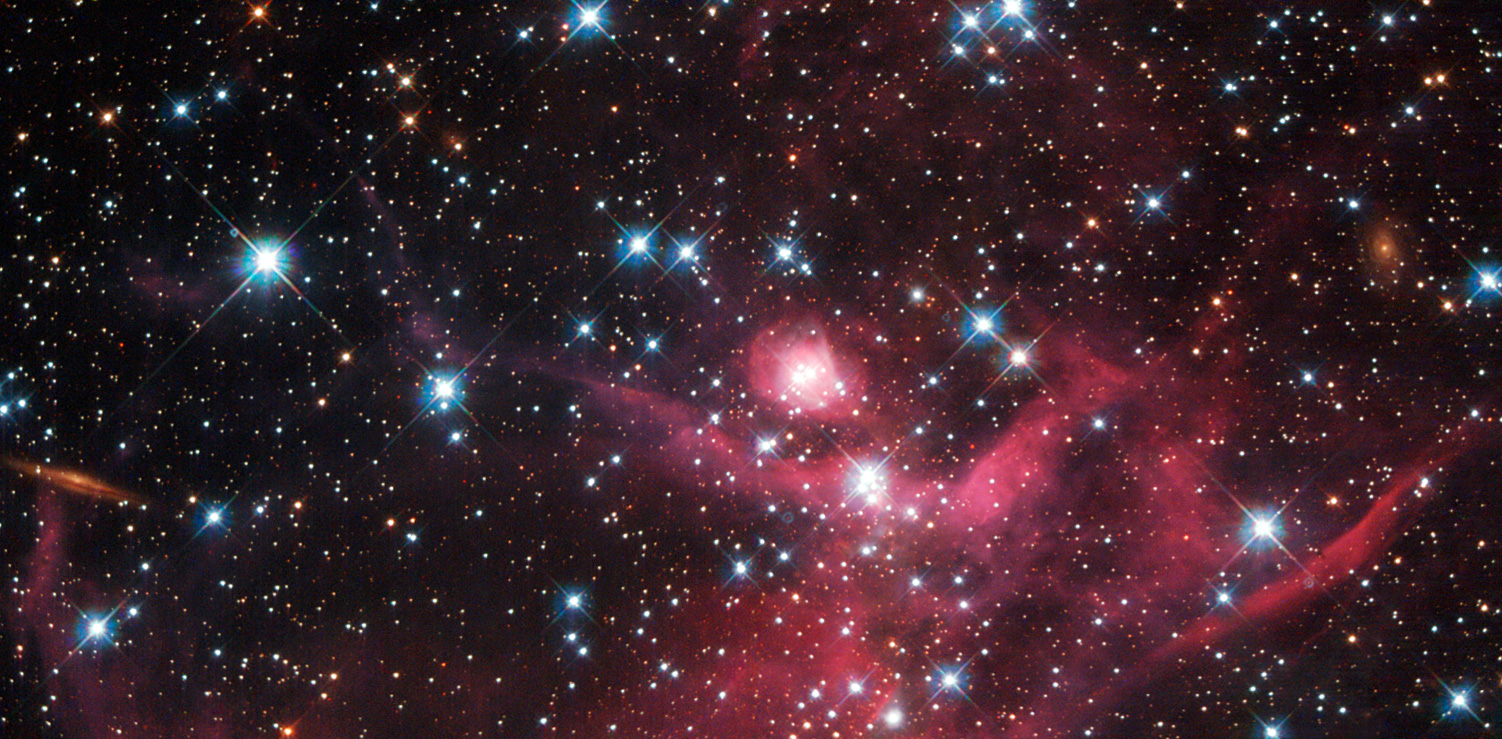
대마젤란운의 일부분.

대마젤란운에 관해 가장 오래된 기록은 페르시아의 천문학자 압드 알라흐만 알수피 시라지(후에 유럽에서는 "아조피"로 알려졌다)가 서기 964년 쯤에 집필한 "항성에 관한 책"(Book of Fixed Stars)에 쓰인 것이다.
그 다음으로 오래된 관측 기록은 1503~1504년에 아메리고 베스푸치가 자신의 세 번째 모험에 관해 작성한 편지이다. 이 편지에서 베스푸치는 "세 항아리 중에 둘은 밝고 하나는 희미함"(three Canopes, two bright and one obscure)이라고 언급하였다. 여기서 "밝은 것"(bright)은 두 마젤란운을 지칭하며, "희미한 것"(obscure)은 석탄자루 성운을 의미한다.
페르디난드 마젤란은 1519년 그의 모험 중에 LMC를 보았으며, 그의 기록물을 통해 LMC가 서방 세계에 흔히 알려지게 되었다. 그리고 현재 은하의 명칭은 그의 이름을 따 붙여졌다.
2006년에 발표된 허블 우주 망원경을 이용한 측정은 대마젤란운과 소마젤란운이 매우 빠르게 움직이고 있어서 우리 은하를 공전할 수 없을(우리은하에 속박되지 않은) 정도임을 시사하였다.

## 형상
대마젤란운은 주로 불규칙 은하로 간주된다. 그러나 은하는 막대 구조의 흔적을 보여주는데, 때문에 종종 마젤란형 왜소나선은하로 다시 분류되기도 한다.
대마젤란운은 중심의 뚜렷한 막대와 나선팔을 가지고 있다. 중심의 막대는 휘어져 있어 보이기 때문에 동쪽과 서쪽 끝부분이 은하 중심보다는 우리은하 쪽에 더 가깝다. 2014년, 허블 우주 망원경을 통해 LMC가 2억 5천만 년의 회전 주기를 가지고 있는 것으로 추정되었다.
LMC는 오랫동안 지구로부터 단일 거리에 위치한 것으로 추정되는 평면 은하(planar galaxy), 또는 정면향 은하(face-on galaxy)로 간주되었다. 그렇지만 1986년 콜드웰과 컬슨이 LMC의 북동부에서 낱세페이드 변광성들을 발견하였는데, 이 변광성들은 남서부의 세페이드 변광성보다는 우리은하와 더 가까이 위치해 있다. 더 최근까지 LMC 내의 낱별(홑별)들을 통한 이러한 경사진 구조는 세페이드 변광성과, 핵헬륨 연소 적색군(red clump)의 별들과 적색거성가지의 첨단부의 별들을 통해 확인되어 왔다. 그에 관한 연구논문 셋 모두 ~35˚의 경사를 발견하였다. 여기서 정면향 은하는 0˚의 경사를 가진다. 탄소별들의 운동을 통한 LMC의 구조에 관한 진보된 연구는 LMC의 원반이 얇은 나팔형태임을 보여주었다. LMC 내의 성단의 분포에 관해서, 쇼머 등은 ~80개의 성단에 관해 속도를 측정하였으며 LMC의 성단계가 원반형 분포에서의 성단의 운동과 일치하는 운동을 하고 있음을 발견하였다. 이러한 연구결과는 그로촐스키 등이 수많은 성단과의 거리를 계산하고 LMC의 성단계가 사실 낱별들로서 동일면에 분포하고 있음을 보여주면서 입증되었다.

## 거리

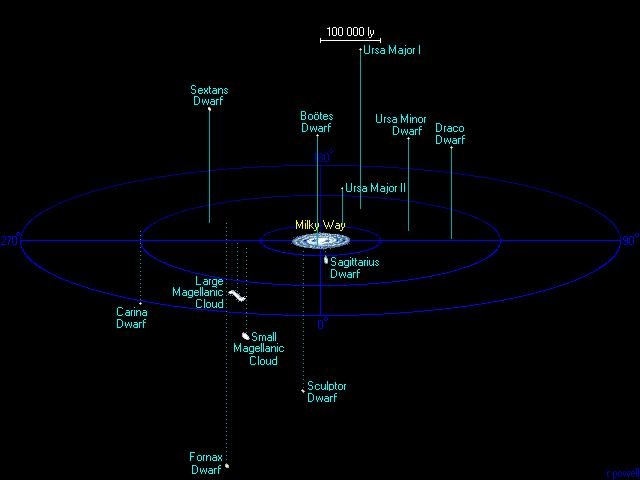
우리은하와 다른 위성은하까지 고려한 대마젤란운의 위치.

다른 은하들과 마찬가지로 LMC에 대한 정밀한 거리 측정이 도전되어 왔는데, 거리 측정을 위해 사용되는 수많은 표준촉광이 한가지(값)로 사용할 수 있을만큼 '표준적'이지 않다는 큰 문제를 안고 있기 때문이다. 대다수의 경우에서 표준촉광의 연령 및 또는 중원소함량이 천체의 고유한 광도를 측정하는데 필요한 변수의 역할을 한다. LMC까지의 거리는 가장 유명한 표준촛대인 세페이드 변광성을 포함한 다양한 표준촛대들을 통해 측정되었다. 세페이드 변광성은 변광성의 절대광도와 변광 주기 사이에 성립되는 관계를 가진 것을 보여주어 왔다. 그렇지만 세페이드 변광성은 중원소함량에 영향을 받기 때문에 서로 다른 중원소함량을 가진 세페이드 변광성들은 같은 주기-광도 관계를 가지지 않는다. 여기에 불행하게도 일반적으로 주기-광도 관계의 눈금으로 사용되는 우리은하의 세페이드 변광성은 LMC에서 발견되는 세페이드 변광성보다 중원소가 더 풍부하다.
최근엔 8미터큽 광학 망원경들이 국부은하군 도처에 있는 식쌍성들을 발견해 왔는데, 이러한 계들의 변수는 질량 또는 조성 가정 없이 측정될 수 있다. 초신성 1987A의 빛메아리 또한 어떠한 항성 모형이나 가정이 필요 없는 기하학적 측량법이기도 하다.
최근의 세페이드 변광성의 절대광도는 다양한 중원소함량을 가지는 은하, 메시에 106 속의 세페이드 변광성들을 이용하여 재눈금화되어 왔다. 이렇게 개선된 눈금을 이용하여 절대거리지수 {\displaystyle (m-M)_{0}} = 18.41, 또는 48 kpc(~157,000 광년)에 해당하는 거리를 측정하였다. 이 거리는 다른 연구자들을 통해 확인되어 온, 일반적으로 추정되는 거리인 50 kpc보다 약간 짧다.
상호연관적인 서로 다른 측정 방법을 통해서 측정 거리 범위를 제한할 수 있는데, 현재 그를 통한 잔차는 측정된 LMC의 크기변수보다 더 적다. 진보된 연구에서는 은하 내부의 목표 별이나 항성계의 위치 측정(관찰자를 향하는지, 멀어지는지도)까지 포함하고 있다.
더욱 정밀하게 거리를 측정하기 위해 만기형 식쌍성을 이용한 2013년의 한 연구 결과로 측정된 거리는 2.2%의 정확도를 갖는 49.97 kpc(163,000 광년)이다.

## 특징

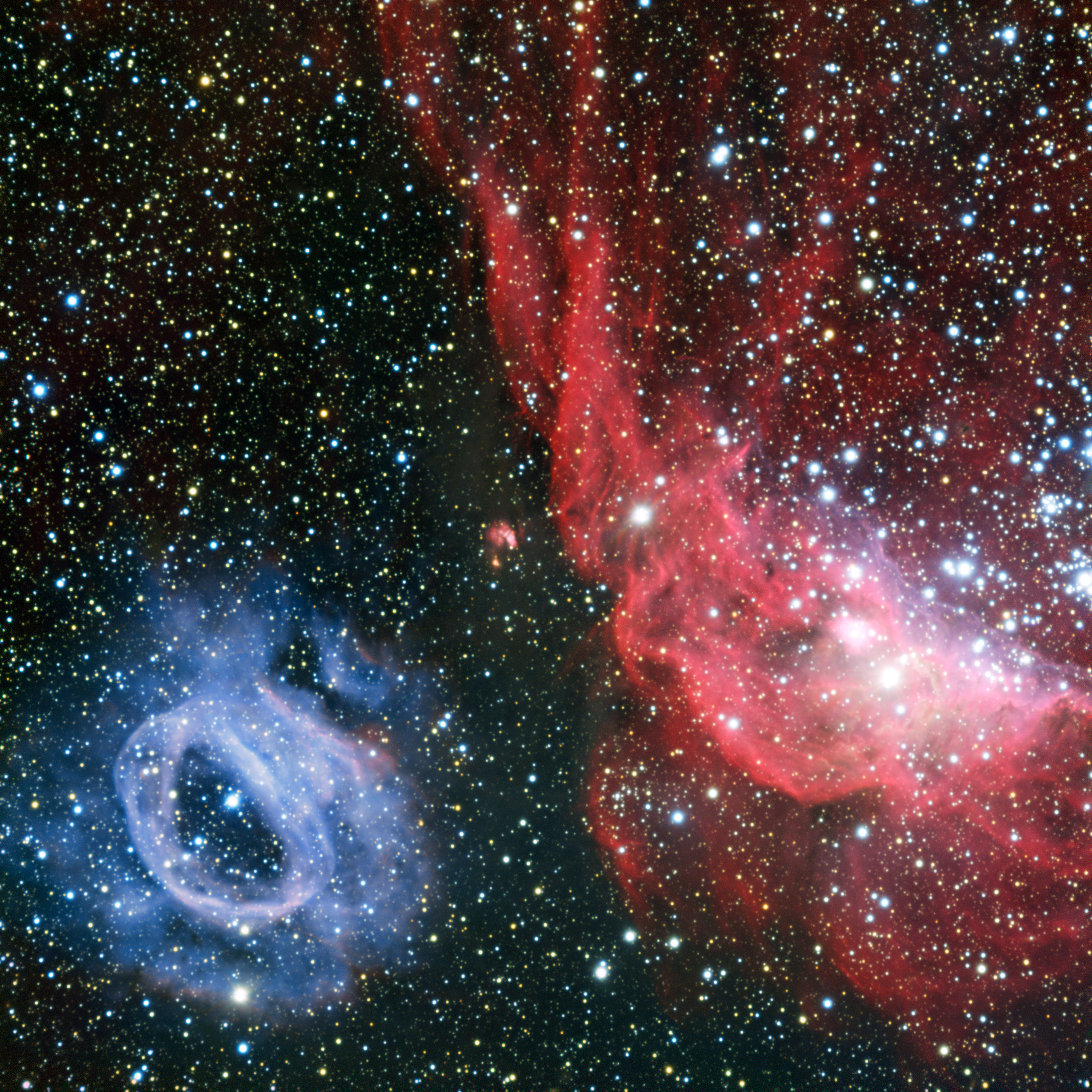
대마젤란운 속의 빛을 방출하는 서로 다른 두 기체운.

많은 불규칙 은하처럼, 대마젤란운은 기체 및 티끌이 풍부하며, 현재 격렬한 별형성 활동을 겪고있다. LMC는 국부은하군에서 가장 활동적인 별형성영역인 타란튤라 성운을 포함하고 있기도 하다.

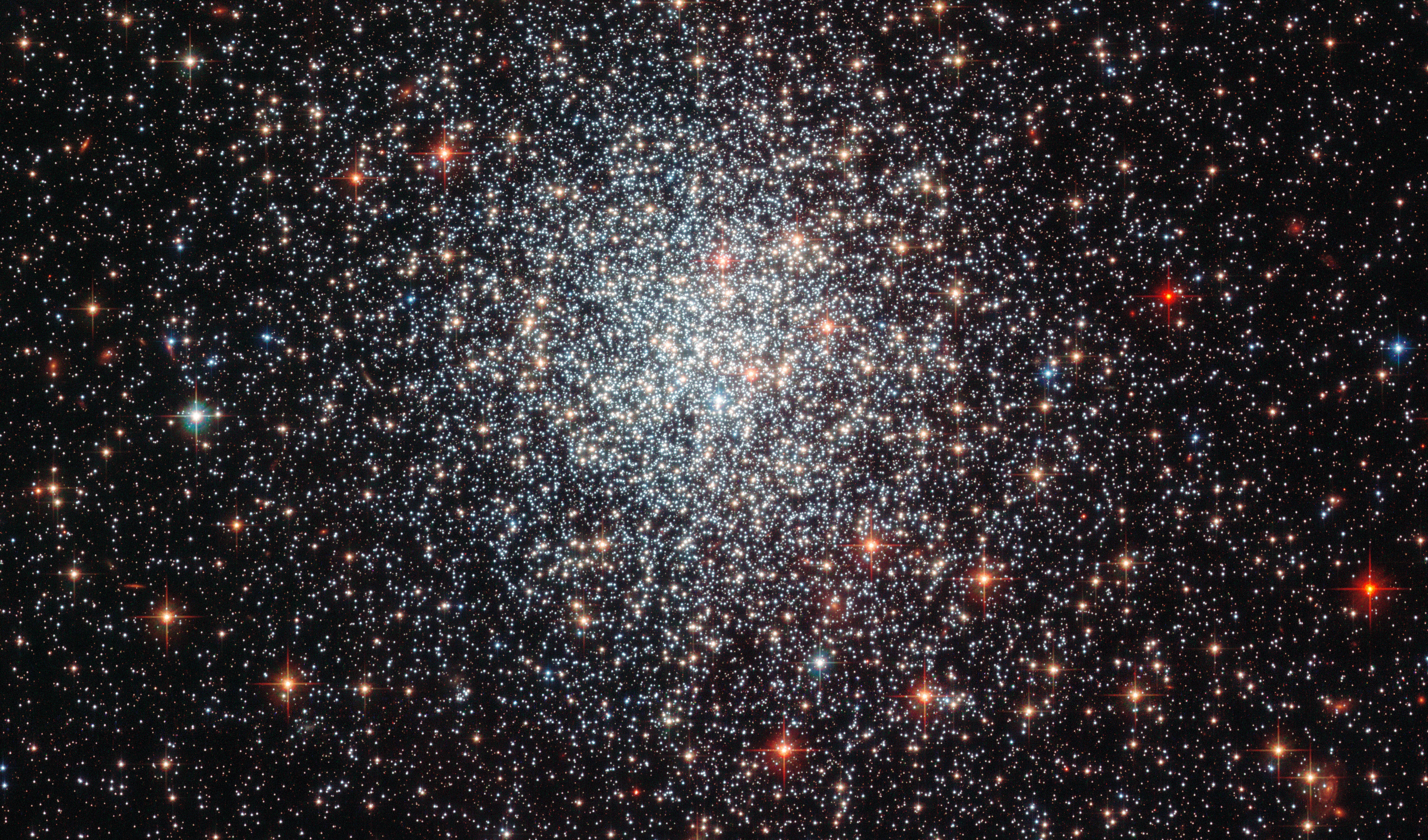
구상성단 NGC 1783은 대마젤란운에서 가장 큰 구상성단 하나이다.

LMC는 다양한 은하 천체 및 현상을 가지고 있는데, 그래서 로버트 버넘 주니어는 이를 "별들의 성장 및 진화 연구에 대해 하늘의 거대한 실험실인, 천문학적 보물창고"라고 표현하였다. 은하에 관한 탐사로 대략 60개의 구상성단과 400개의 행성상성운, 700개의 산개성단, 그리고 수십만 개의 거성과 초거성이 발견되었다. 최근에 발생한 가장 가까운 초신성인 초신성 1987A 또한 대마젤란운에 위치해 있다. 대마젤란운 속의 리오넬머피 SNR이라 불리는 질소풍부 초신성잔해(SNR) N86은 오스트레일리아 국립대학교의 스트롬로산 천문대 소속의 천문학자들이 성운이 오스트레일리아 고등법원 판사 리오넬 머피의 큰 코를 닮았다 하여 그의 이름을 따 별명이 붙여졌다.
대마젤란운과 소마젤란운을 연결하는 기체의 다리가 있는데, 이는 은하 사이의 조석 상호작용의 증거이다. 마젤란운들은 동일한 중성수소 외피층을 가지고 있기도 한데, 이는 마젤란운이 오랜 시간 동안 중력적으로 속박되어 왔음을 시사하고 있다. 이 기체 다리는 별이 형성되고 있는 장소이기도 하다.

## 엑스선 광원
1966년 9월 20일, 나이키-토마호크 로켓이 비행하는 동안에 대마젤란운에서 관측된 엑스선 광원은 없었다. 1966년 9월 22일 UTC 17시 13분에 존스턴 환초에서 발사된 두번째 나이키-토마호크 로켓은 초당 5.6회의 회전안정화(spin-stabilization)로 최대 고도 160 km(99 mi)에 이르렀으나, 8~80 keV의 엑스선 범위에서 LMC는 탐지되지 않았다.
1968년 10월 29일 UTC 11시 32분, 엑스선 영역에서 LMC를 탐지하기 위해 나이키-토마호크 로켓은 존스턴 환초에서 다시 발사되었다. 황새치자리에 해당하는 적경 5시 20분, 적위 -69도에서 별개의 엑스선 광원이 처음으로 관측되었는데, 이것은 대마젤란운이었다. 이 엑스선 광원은 대략 12˚가 넘는 크기를 가지고 있는데, 이는 대마젤란운의 크기와 같다. 1.5~10.5 keV 범위에서의 은하의 방출률은 50 kpc의 거리에서 4×1038 erg/s이다. 1970년 9월 24일 UTC 12시 54분에 존스턴 환초에서 발사된 토르 미사일에 탑재된 엑스선 천문학 기구는 소마젤란운에 관한 연구와 LMC에 관한 향상된 관측을 위해 고도 300 km(186 mi)까지 상승하였다. LMC 속의 광원은 거대하며, 황새치자리 엡실론을 포함하는 것으로 보였다. 1.5~12 keV 범위에서 엑스선 광도(Lx)는 6×1031 W(6×1038 erg/s)이다.
대마젤란운은 테이블산자리와 황새치자리에 위치해 있다. LMC X-1(LMC에서 처음으로 발견된 엑스선 광원)은 적경 05시 40분 05초, 적위 -69도 45분 51초에 위치해 있으며, 고질량 엑스선 쌍성 광원(HMXB)이다. 다섯개의 밝은 LMC 엑스선 쌍성으로 LMC X-1, X-2, X-3, X-4, A 0538-66(A 0538-66에서 아리엘 5가 관측)가 있으며, LMC X-2는 LMC 속에서 유일하게 밝은 저질량 엑스선 쌍성계(LMXB)이다.
대마젤란운 속에 있는 DEM L316은 두 개의 초신성잔해로 이루어져 있다. 찬드라의 엑스선 스펙트럼 관측은 좌측상단의 뜨거운 기체가 많은 양의 철을 함유하고 있음을 보여준다. 이는 좌측상단의 SNR이 1a형 초신성의 결과물임을 시사한다. 철 함유량이 훨씬 적은 SNR은 2형 초신성이었음을 시사한다.
16 밀리초의 엑스선 펄사가 SNR 0538-69.1과 연관되어 있다. ROSAT을 통해 SNR 0540-697가 밝혀졌다.

## LMC에서 봤을 때
LMC의 위치에서 봤을 때, 우리 은하의 총 겉보기 등급은 지구에서 대마젤란운을 봤을 때보다 약 14배 이상 밝아보이는 -2.0 등급이며, 우리 은하는 보름달의 약 70배 크기에 해당하는 폭 36˚ 정도로 보이게 된다. 더욱이, LMC의 높은 은위로 인해 LMC의 관찰자는 우리 은하의 은하면에 관한 연구가 어려운 지구에 비해, 성간 티끌의 간섭으로부터 자유롭게 우리은하를 비스듬한 형태로 전부 볼 수 있다. 소마젤란은하는 약 +0.6등급으로 지구에서 보이는 LMC보다 상당히 밝다.

## 갤러리

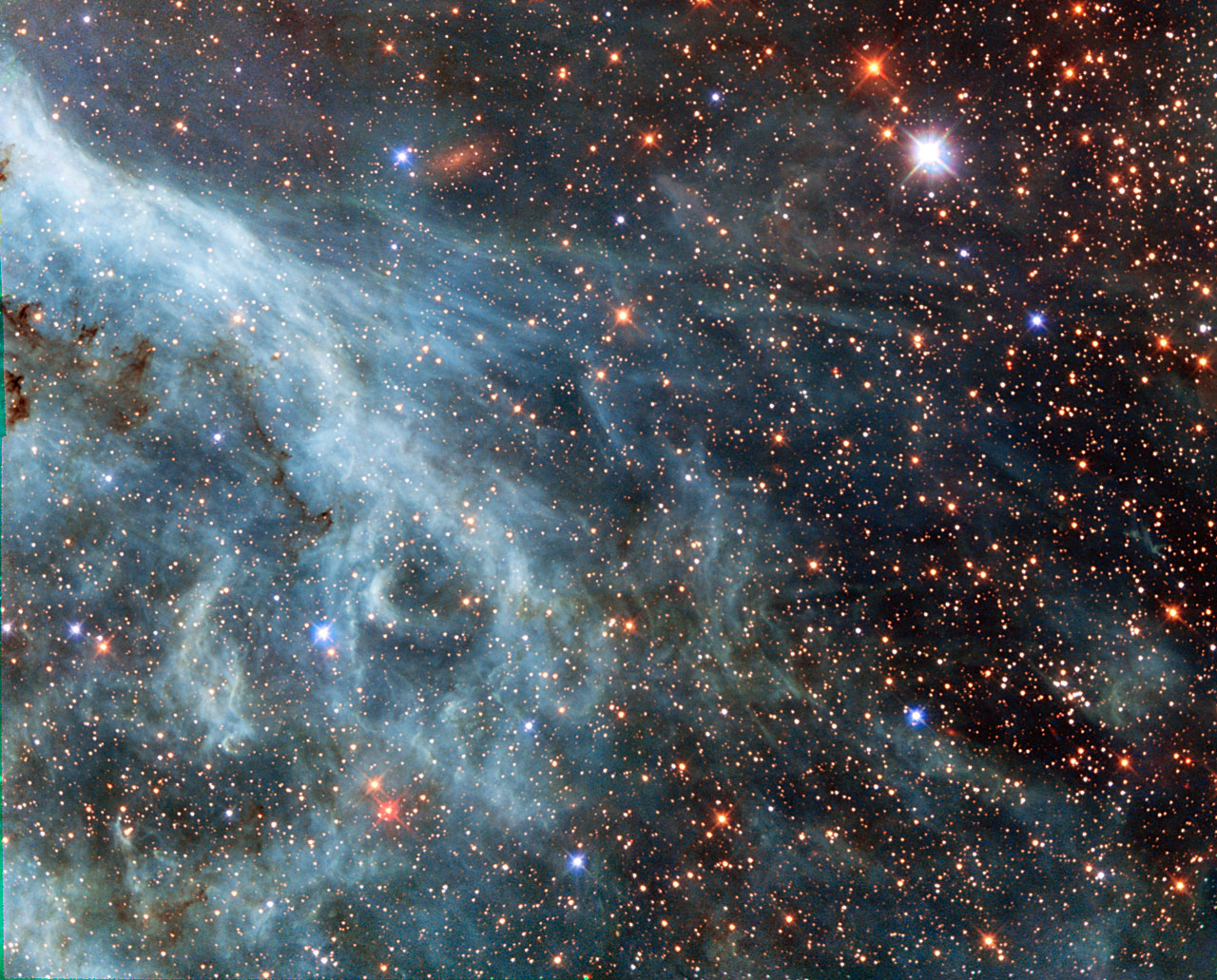
아카이벌 퓨어 패럴렐 프로젝트(APPP)에서 촬영한 LMC 사진.
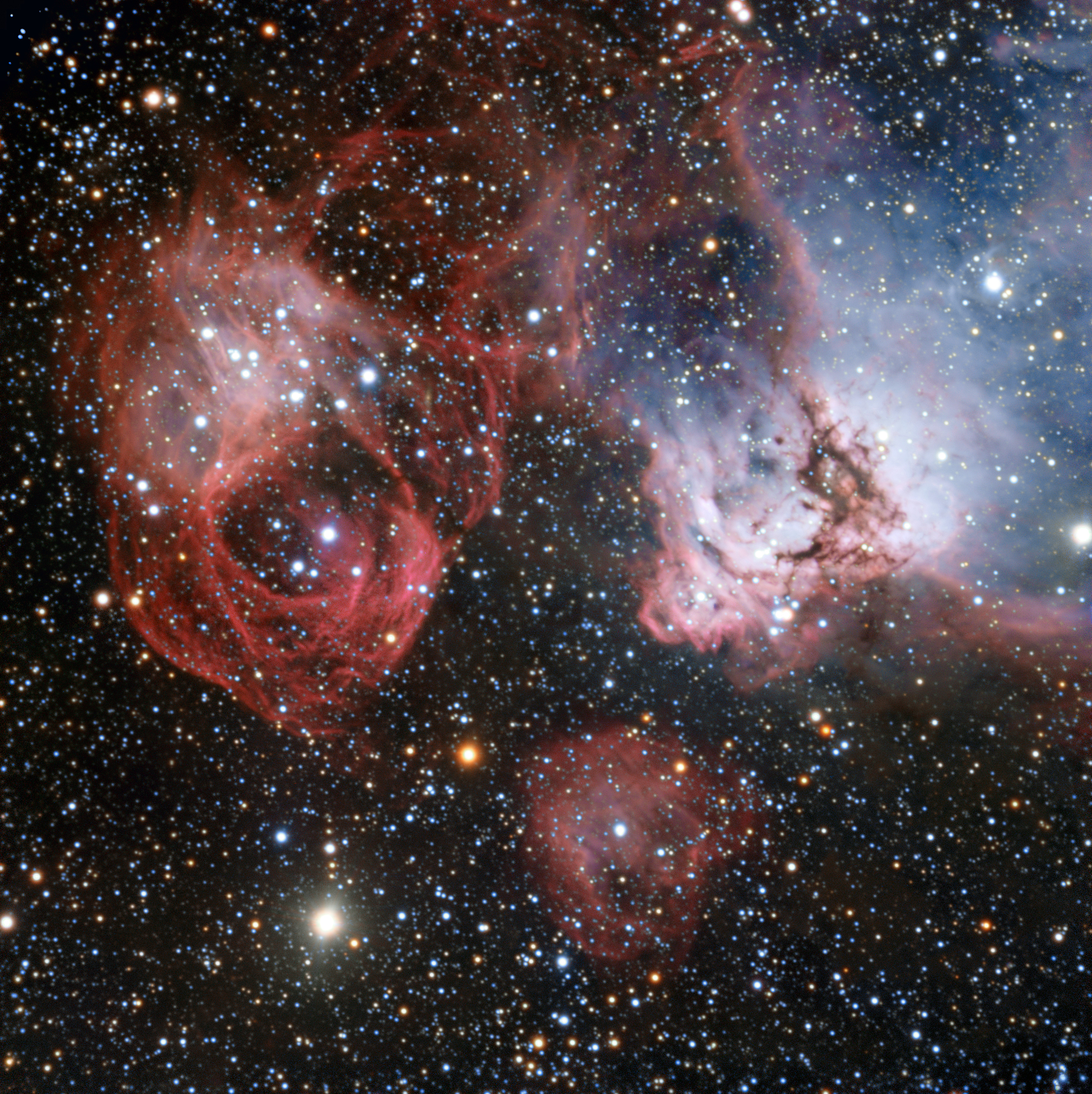
ESO의 VLT가 촬영한 별 형성 영역 NGC 2035.
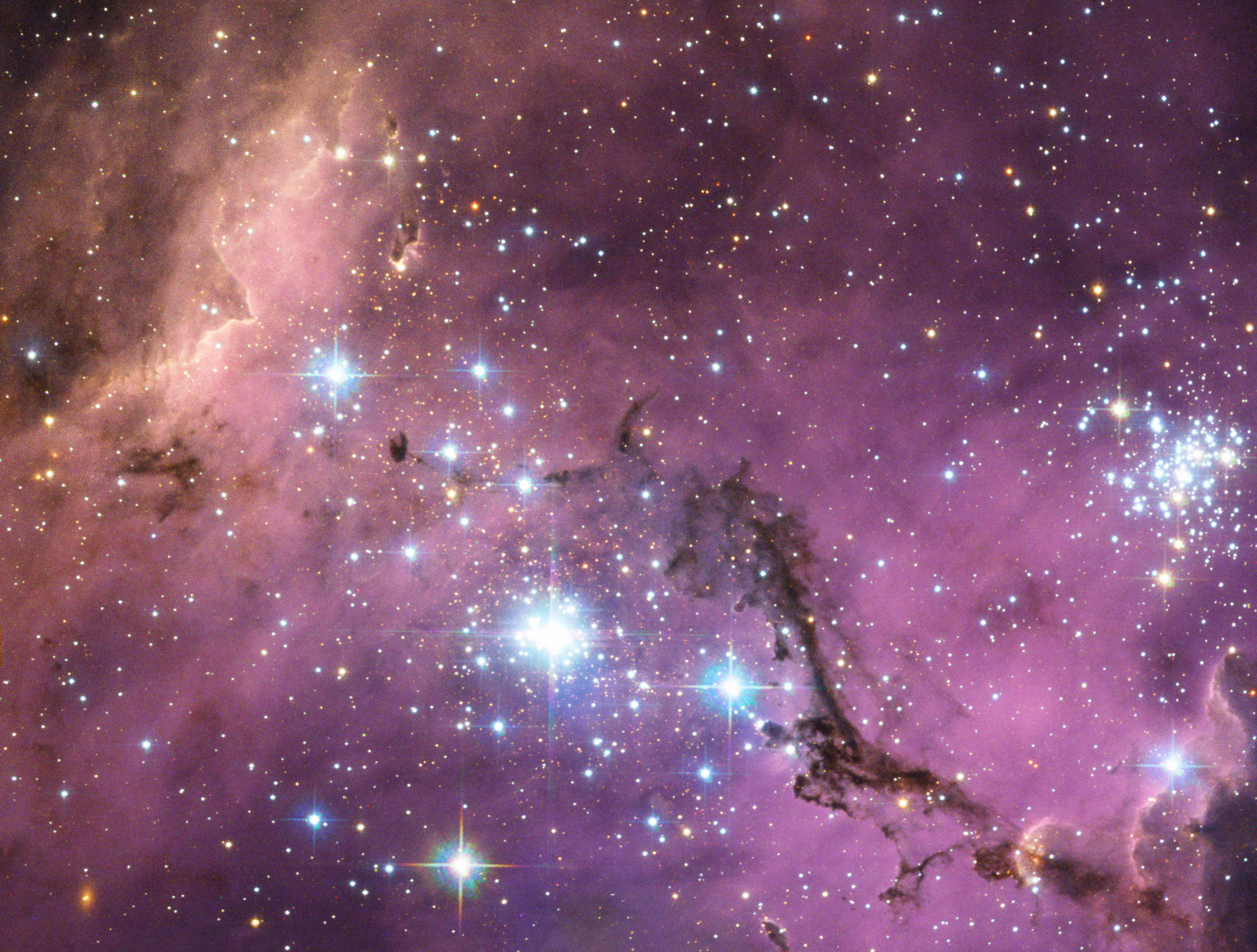
대마젤란운 속에 있는 LHA 120-N11. 제공: NASA/ESA
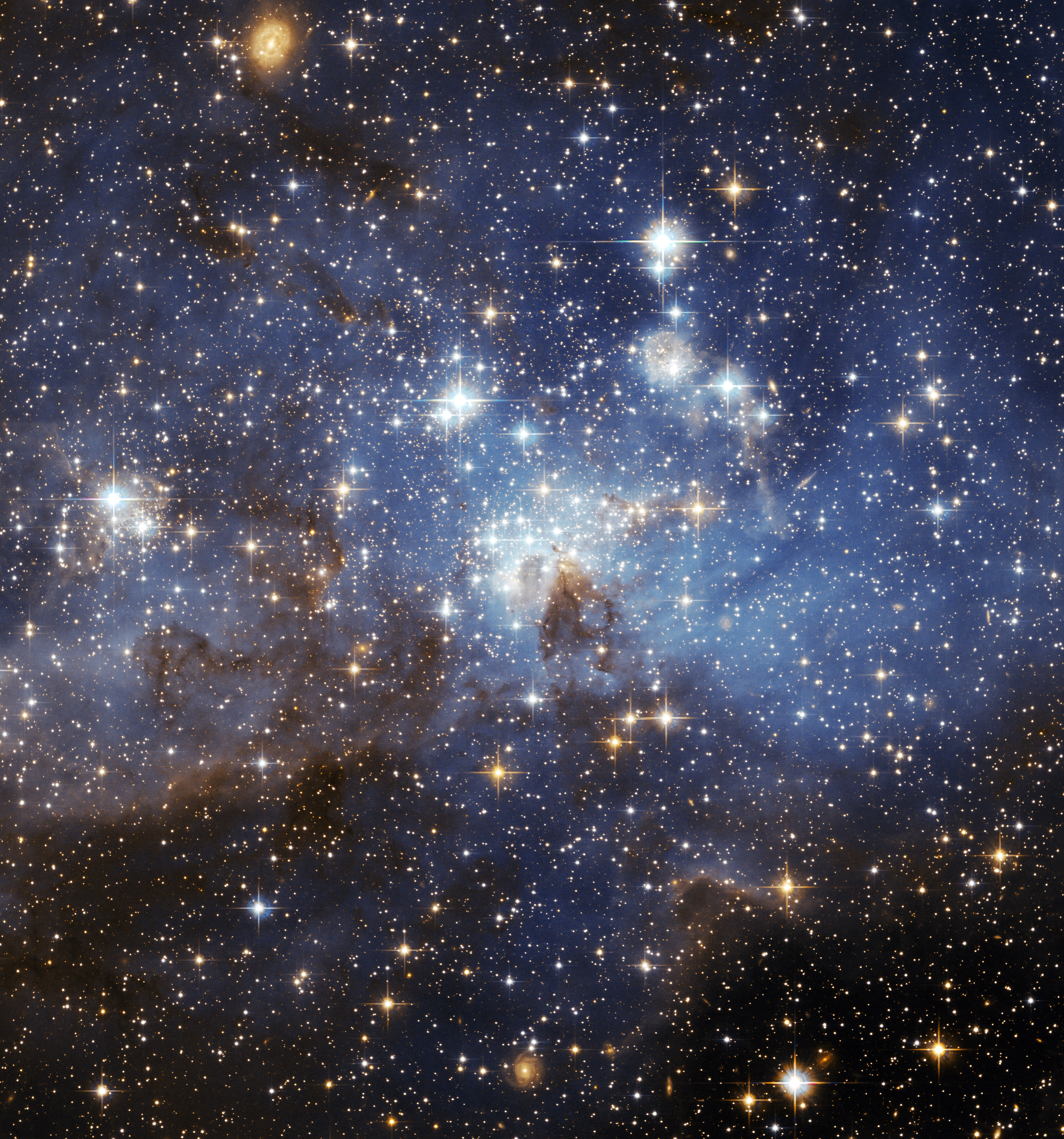
대마젤란운 속의 항성 요람 LH 95. 제공: NASA/ESA
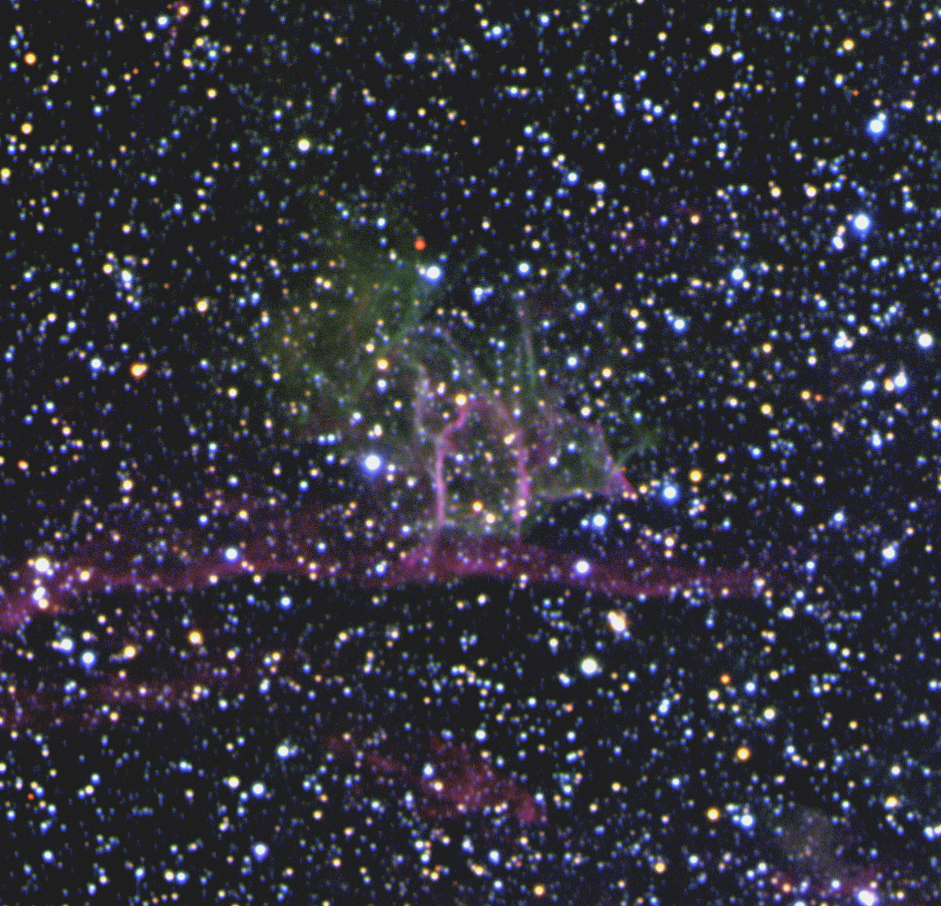
SNR B0544-6910 사진. 제공: ESO
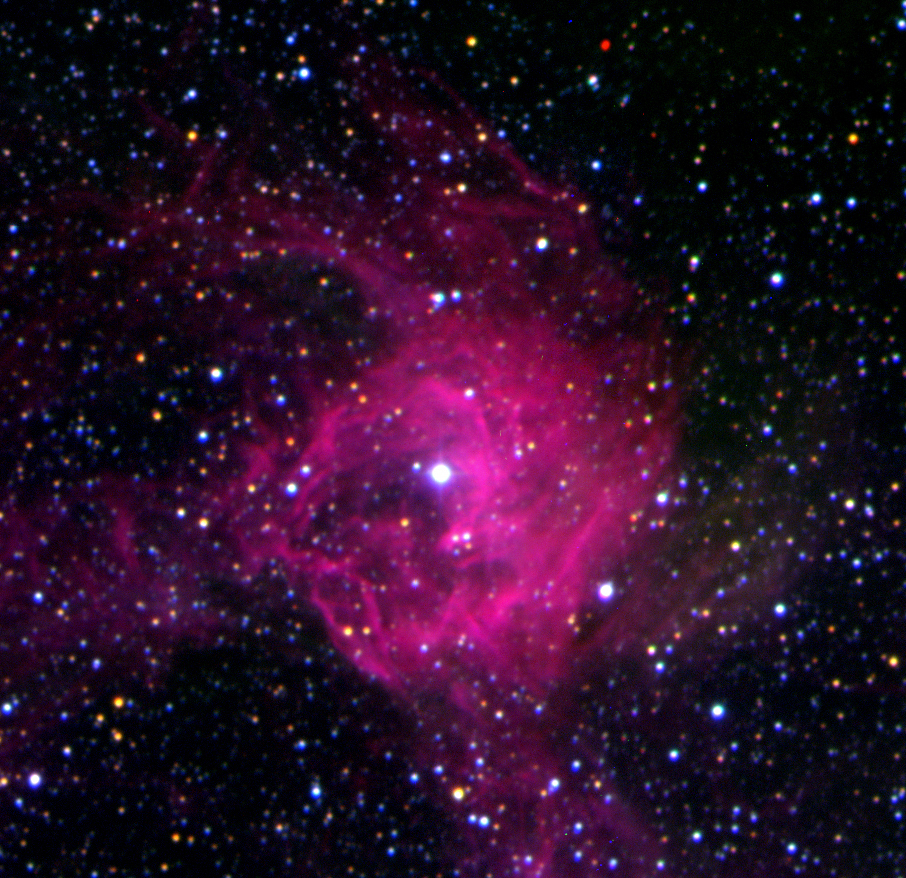
SNR 0543-689 사진. 제공: ESO
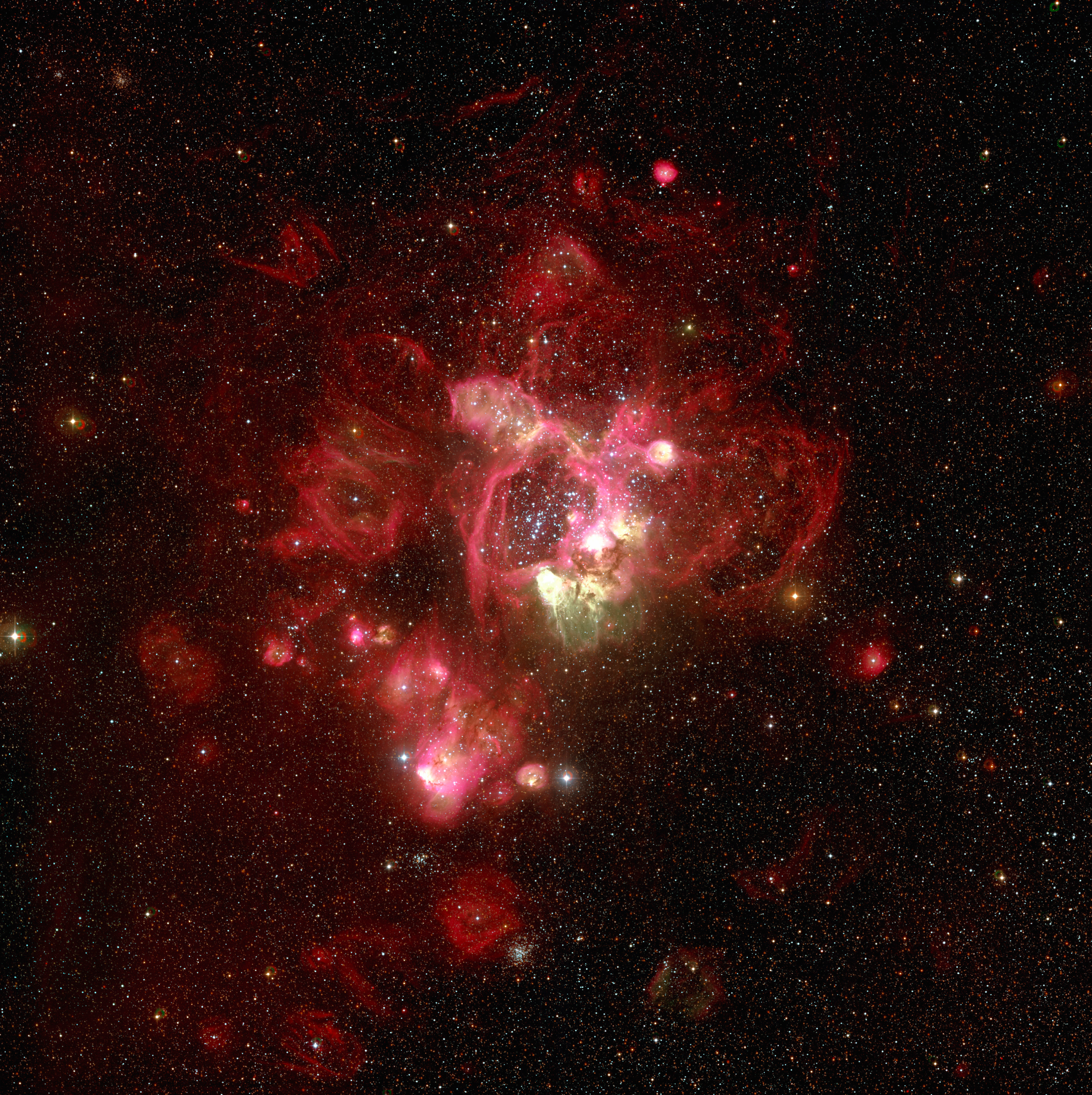
대마젤란운의 N44 영역. 제공: ESO
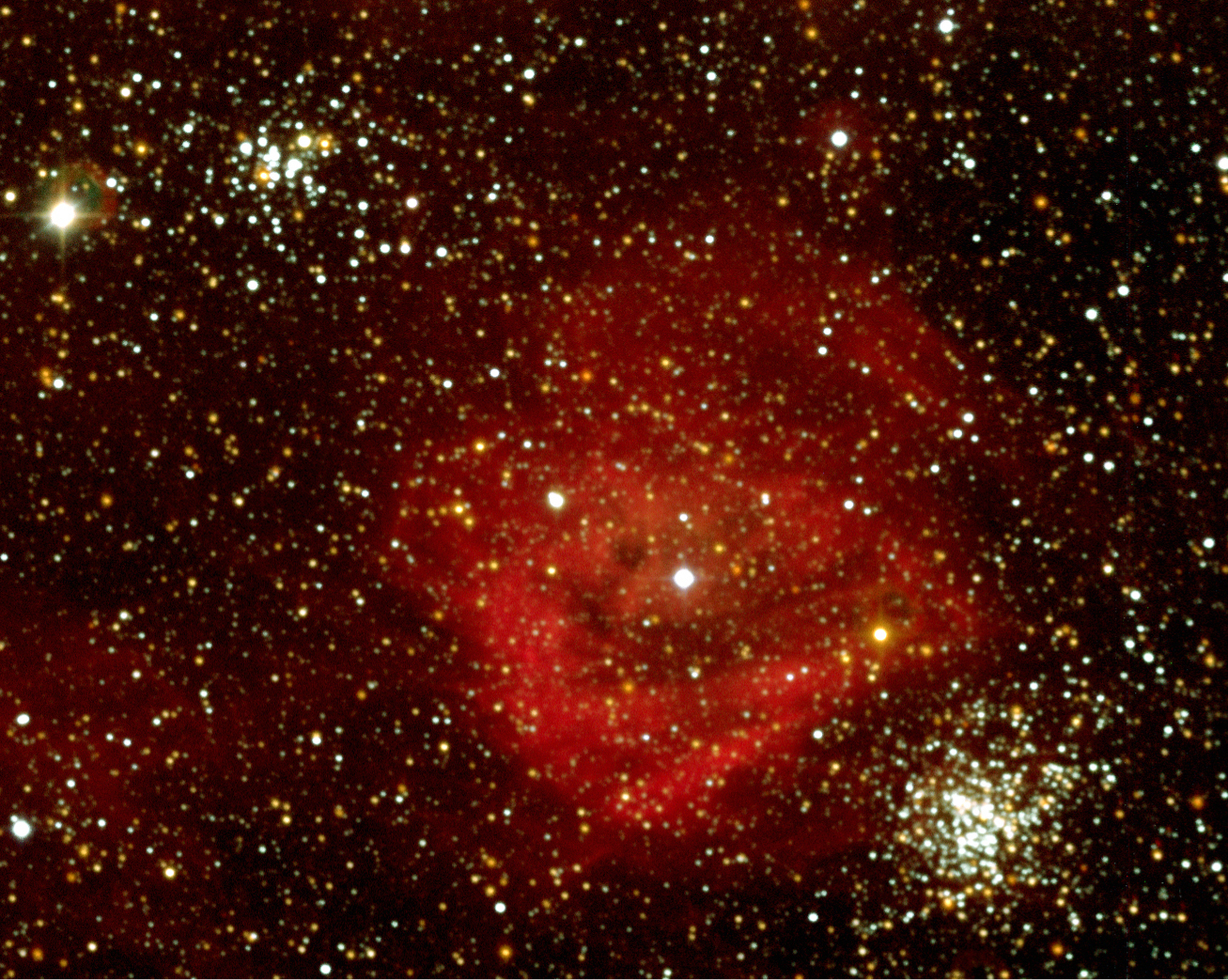
DEM L 159 및 두 개의 성단, KMHK 840 (좌측상단)과 KMHK 831 (우측 하단). 제공: ESO
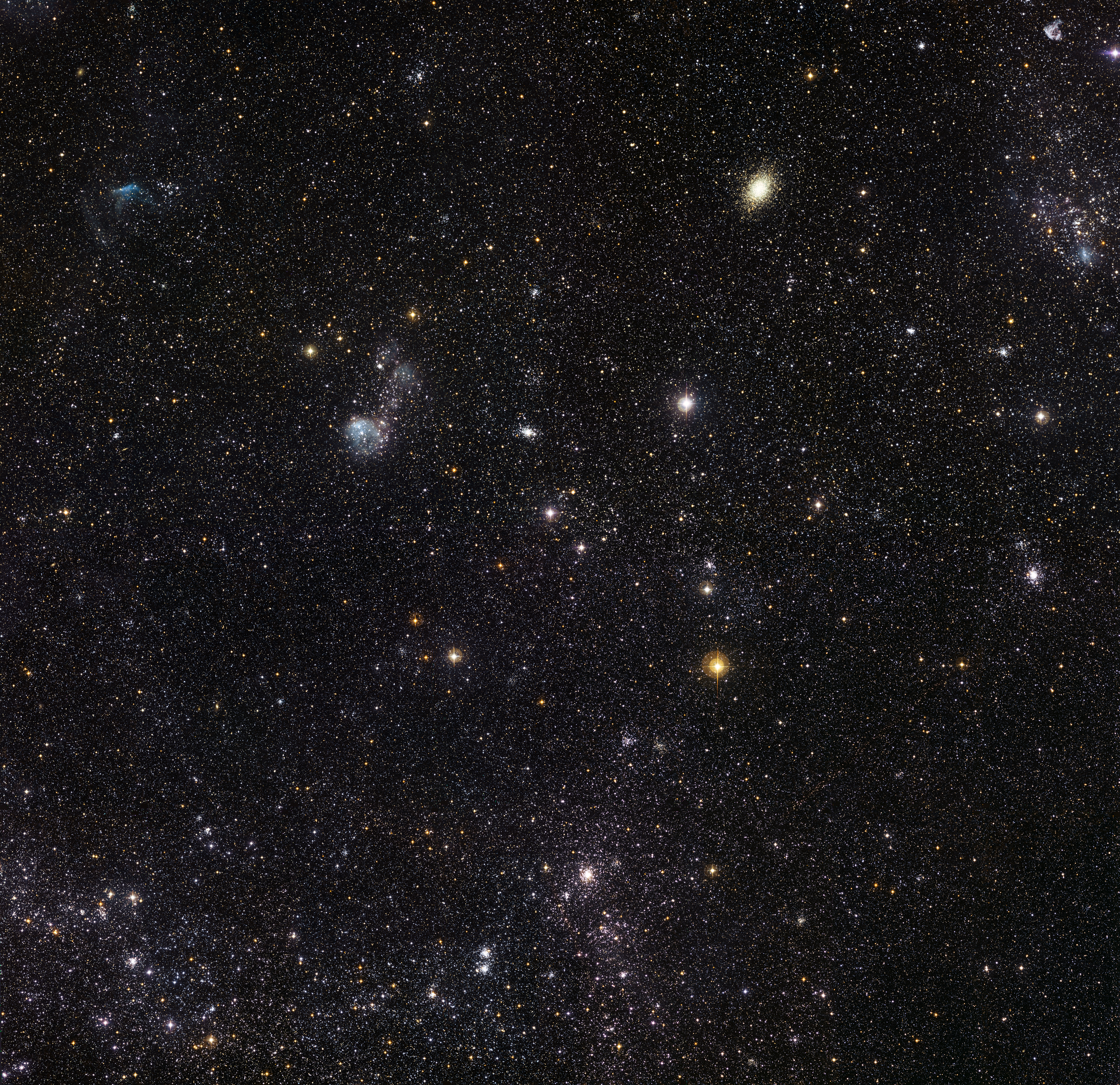
유럽 남방 천문대의 라 실라 천문대의 MPG/ESO 2.2미터 망원경의 광역 관측기(Wide Field Imager)를 통해 촬영한 사진. 제공: ESO
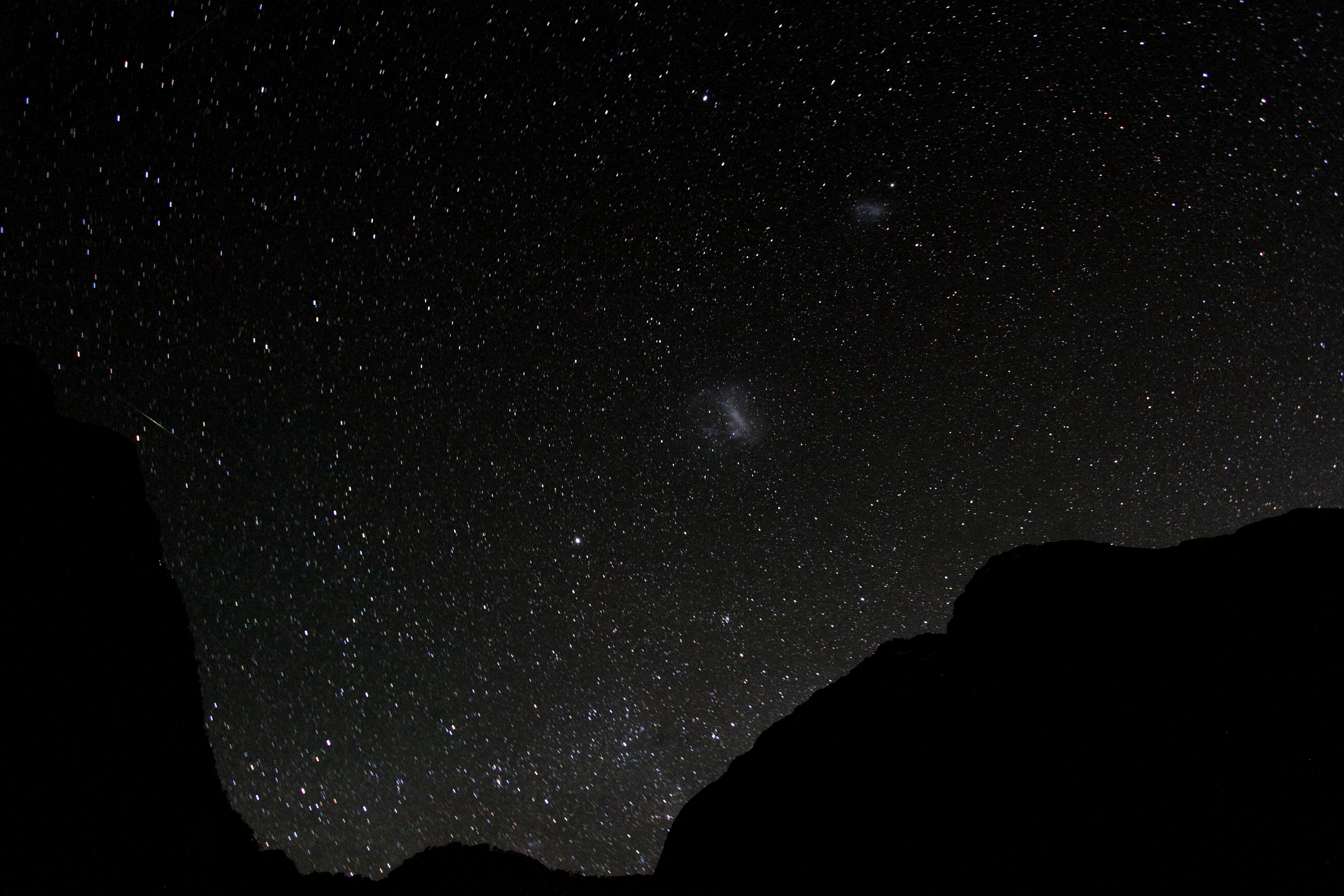
남반구의 하늘에서 보이는 대마젤란운과 소마젤란운.
적외선으로 본 대마젤란 은하.

## 같이 보기
- 마젤란 은하
- 소마젤란 은하
- 우리은하의 위성 은하 목록